# Clitellata
Clitellata su klasa anelidnih crva, osobena po tome što imaju klitelum – 'ovratnik' koji formira reproduktivnu čauru tokom dela njihovog životnog ciklusa. Klitelati obuhvataju oko 8.000 vrsta. Za razliku od klase poliheta, nemaju parapodije i glave su im slabije razvijene.

## Sistematika
Prema savremenim filogenetskim analizama, Clitellata se smatra monofiletskom kladom ugrađenom duboko u polihete.
Grupa je podeljena na podklase Oligochaeta i Hirudinea. Oligohete sadrže tubificide (Naididae, Lumbricidae, i Lumbriculidae - najčešće cevne i kišne gliste. Hirudinea sadrži pijavice (Hirudinida), Acanthobdellida, i Branchiobdellida.
Hirudinea je monofiletska, ali klada je ugrađena među oligohete. Moguća su dva pristupa:
- ukinuti Oligochaeta kao tradicionalno ograničenu u korist niza manjih monofiletskih linija[6]
- tretirati Oligochaeta i Clitellata kao sinonimne uz razdvajane tradicionalnih „oligoheta” u monofiletske loze.[6]

## Literatura
- Erséus, Christer; Wetzel, Mark J. & Gustavsson, Lena (2008): ICZN rules – a farewell to Tubificidae (Annelida, Clitellata). Zootaxa 1744: 66–68. PDF fulltext
- Reichardt, Anna Katharina (2006): Systematische Zoologie.

## Spoljašnje veze
- Brief description
- A Series of Searchable Texts on Earthworm Biodiversity, Ecology and Systematics from Various Regions of the World